# Khonsu

Khons eller Khonsu var en mångud i egyptisk mytologi, son till Amon-Ra och Mut. 
Khons bildade tillsammans med sin fader och moder en treenighet som tillbads vid templet i Thebe vid dagens Karnak. Under det Nya riket antog Khons rollen som läke- och livsgud. Han hade även andra roller under skilda tider och tros ha ärvt kvaliteter från bl.a. Thot och Shu.